# MonaVie
MonaVie — компанія з виробництва натуральних соків, коктейлів для контролю ваги, енергетичних напоїв, продуктів для «управління» стресом, виготовлених з суміші ягід і фруктів.
Зайняла 14 місце в рейтингу « $ 100 Million Club „ (2009р)

## Керівництво
1. Даллін Ларсен[2] (засновник компанії, голова ради директорів).
2. Генрі Марш[3] (засновник і віце-президент).
3. Ренді Ларсен[4] (засновник і віце-президент).
4. Маурісіо Білора[5] (президент і генеральний директор).

## Критика
У 2007 році американське державне Управління з контролю якості продуктів і ліків винесло офіційне попередження розповсюджувачу MonaVie Кевіну Воукс за публікацію на сайті недостовірних відомостей про нібито лікувальні властивості MonaVie . З тих пір ще ряд видань, зокрема, Forbes і Newsweek повідомляли про випадки медично некоректної реклами MonaVie . Втім, в одному з інтерв'ю Ренді Ларсен сказав, що «компанія бореться з незалежними розповсюджувачами, які рекламують сік як чудодійний засіб».